# Gouvernement Bauzá
Pour les articles homonymes, voir Bauzá.
 Îles Baléares
Antich II Armengol I
Le gouvernement Bauzá est le gouvernement des îles Baléares entre le 20 juin 2011 et le 2 juillet 2015, durant la VIIIe législature du Parlement des îles Baléares. Il est présidé par José Ramón Bauzá.

## Historique
Le 15 juin, José Ramón Bauzá est investi président des Îles Baléares et annonce la formation d'un gouvernement de sept membres, comptant seulement une trentaine de directions générales, soit une taille deux fois moins élevée que l'équipe du socialiste Francesc Antich. Il prête serment trois jours plus tard.

## Composition

### Initiale (20 juin 2011)
| Fonction                                                                             | Titulaire | Titulaire                                                             | Parti |
| ------------------------------------------------------------------------------------ | --------- | --------------------------------------------------------------------- | ----- |
| Président                                                                            |           | José Ramón Bauzá Díaz                                                 | PP    |
| Vice-président à l'Économie Conseiller à la Promotion entrepreneuriale et à l'Emploi |           | Pep Ignasi Aguiló                                                     | PP    |
| Conseiller à la Présidence                                                           |           | Antonio Gómez Pérez                                                   | PP    |
| Conseiller à l'Éducation, à la Culture et à l'Enseignement supérieur, porte-parole   |           | Rafael Àngel Bosch Sans                                               | PP    |
| Conseiller au Tourisme et aux Sports                                                 |           | Carlos Delgado Truyols                                                | PP    |
| Conseillère à la Santé, à la Famille et au Bien-être social                          |           | Carmen Castro Gandasegui (jusqu'au 26/10/2012) Martí Sansaloni Oliver | PP    |
| Conseiller à l'Agriculture, à l'Environnement et au Territoire                       |           | Biel Company Bauzà                                                    | PP    |
| Conseiller aux Administrations publiques                                             |           | José Simón Gornés Hachero                                             | PP    |

### Remaniement du2 mai 2013
- Les nouveaux conseillers sont indiqués en gras, ceux ayant changé d'attributions en italique.

| Fonction                                                              | Titulaire | Titulaire                                                           | Parti |
| --------------------------------------------------------------------- | --------- | ------------------------------------------------------------------- | ----- |
| Président                                                             |           | José Ramón Bauzá Díaz                                               | PP    |
| Vice-président Conseiller à la Présidence                             |           | Antonio Gómez Pérez                                                 | PP    |
| Conseiller à l'Économie et à la Compétitivité                         |           | Joaquín García Martínez                                             | PP    |
| Conseillère à l'Éducation, à la Culture et à l'Enseignement supérieur |           | Joana Maria Camps Bosch                                             | PP    |
| Conseiller au Tourisme et aux Sports                                  |           | Carlos Delgado Truyols (jusqu'au 27/12/2013) Jaime Martínez Llabrés | PP    |
| Conseiller à la Santé                                                 |           | Martí Sansaloni Oliver                                              | PP    |
| Conseiller aux Finances et au Budget                                  |           | José Vicente Marí Bosó                                              | PP    |
| Conseillère à la Famille et aux Services sociaux                      |           | Sandra Fernández Herranz                                            | PP    |
| Conseiller à l'Agriculture, à l'Environnement et au Territoire        |           | Biel Company Bauzà                                                  | PP    |
| Conseillère aux Administrations publiques, porte-parole               |           | Maria Núria Riera Martos                                            | PP    |

### Remaniement du26 septembre 2014
- Les nouveaux conseillers sont indiqués en gras, ceux ayant changé d'attributions en italique.

| Fonction                                                                            | Titulaire | Titulaire                | Parti |
| ----------------------------------------------------------------------------------- | --------- | ------------------------ | ----- |
| Président                                                                           |           | José Ramón Bauzá Díaz    | PP    |
| Vice-président Conseiller à la Présidence                                           |           | Antonio Gómez Pérez      | PP    |
| Conseiller à l'Économie et à la Compétitivité                                       |           | Joaquín García Martínez  | PP    |
| Conseillère à l'Éducation, à la Culture et à l'Enseignement supérieur, porte-parole |           | Maria Núria Riera Martos | PP    |
| Conseiller au Tourisme et aux Sports                                                |           | Jaime Martínez Llabrés   | PP    |
| Conseiller à la Santé                                                               |           | Martí Sansaloni Oliver   | PP    |
| Conseiller aux Finances et au Budget                                                |           | José Vicente Marí Bosó   | PP    |
| Conseillère à la Famille et aux Services sociaux                                    |           | Sandra Fernández Herranz | PP    |
| Conseiller à l'Agriculture, à l'Environnement et au Territoire                      |           | Biel Company Bauzà       | PP    |
| Conseiller aux Administrations publiques                                            |           | Juan Manuel Lafuente Mir | PP    |